# Fools Lullaby
«Fools Lullaby» (с англ. — «Колыбельная дурака») — песня, записанная валлийской певицей Бонни Тайлер для её девятого студийного альбома Angel Heart (1992). Написана и спродюсирована Дитером Боленом.
Песня была выпущена лейблом Hansa Records в качестве лид-сингла альбома. В Норвегии сингл ждал большой успех, там он достиг шестого места в сингловом чарте, это был уже восьмой топ-10 в данной стране для Бонни. В Австрии песня добралась до семнадцатого места в сингловом чарте и провела там в общей сложности двенадцать недель.
Шарлотта Диллон в рецензии альбома для AllMusic выделила песню «Fools Lullaby», назвав её лучшей в альбоме.

## Чарты

### Еженедельные чарты
| Чарт (1992)                         | Пиковая позиция |
| ----------------------------------- | --------------- |
| Австрия (Ö3 Austria Top 40)         | 17              |
| Европа (European Hot 100 Singles)   | 96              |
| Финляндия (Suomen virallinen lista) | 36              |
| Германия (GfK)                      | 29              |
| Германия (Airplay Charts)           | 20              |
| Германия (R.SH Nordparade)          | 23              |
| Норвегия (VG-lista)                 | 6               |
| Норвегия (VG-lista Høst)            | 16              |

### Годовые чарты
| Чарт (1992)          | Позиция |
| -------------------- | ------- |
| Австрия (Killersoft) | 110     |
| Чарт (1993)          | Позиция |
| Австрия (Killersoft) | 141     |